# Altenhagen I
Altenhagen I (Altenhagen Eins) ist ein Dorf im südlichen Niedersachsen und Ortsteil der Stadt Springe.

## Geografie
Altenhagen I liegt am Nordhang des Nesselberges zwischen der Grenze dieses Waldes und Naturschutzgebietes und dem von der Deisterpforte abfallenden Talgrund. Es gehört als westlichster Ortsteil der Stadt Springe an, deren Kernstadt etwa 5 km nordöstlich jenseits der Deisterpforte liegt. Die südliche und westliche Grenze der Gemarkung Altenhagen I fällt mit der Außengrenze der Region Hannover zum Landkreis Hameln-Pyrmont zusammen.
Das Dorf liegt an der Straßenverbindung zwischen Hannover und Hameln, die bereits im 18. Jahrhundert als Chaussee ausgebaut wurde und heute die Bundesstraße 217 darstellt. In der Nähe des Dorfes steht noch ein historischer Meilenstein an der Straße, der die Entfernung nach Hannover mit 3 Meilen beziffert. Die später gebaute Bahnstrecke berührt Altenhagen I nicht, sondern verläuft weiter nördlich über Bad Münder.
Durch das Tal fließt der Sedemünder Mühlbach von der Deisterpforte nach Südwest, der im Nachbardorf Hachmühlen in die Hamel mündet.
Nordwestlich von Altenhagen I, in der Mitte eines von Deister, Kleinem Deister, Nesselberg und Süntel umgebenen Beckens, liegt der 230 m hohe Katzberg.

## Geschichte
Die erste urkundliche Erwähnung findet sich im Lehnregister des Bischofs Gottfried von Minden von 1304–1324.
1974 wurde Altenhagen I in die Stadt Springe eingemeindet.
Die römische Zahl I im Ortsnamen geht darauf zurück, dass der Landkreis Springe (1885–1974) noch ein zweites Altenhagen umfasste. Zur klaren Unterscheidung wurden dem Namen die römischen Zahlen I bzw. II hinzugefügt. Nach der Kreisgebietsreform, bei der am 1. März 1974 der Landkreis Springe aufgelöst und die Gemeinde Altenhagen I in die Stadt Springe eingegliedert wurde, wurde in beiden Fällen der Zusatz beibehalten. Altenhagen II gehört heute zur Gemeinde Messenkamp.

## Politik
Ortsbürgermeisterin ist seit den Kommunalwahlen 2011 Kai Dettmer (Wählergemeinschaft Altenhagen I).

## Kultur und Sehenswürdigkeiten

### Furtwängler-Orgel

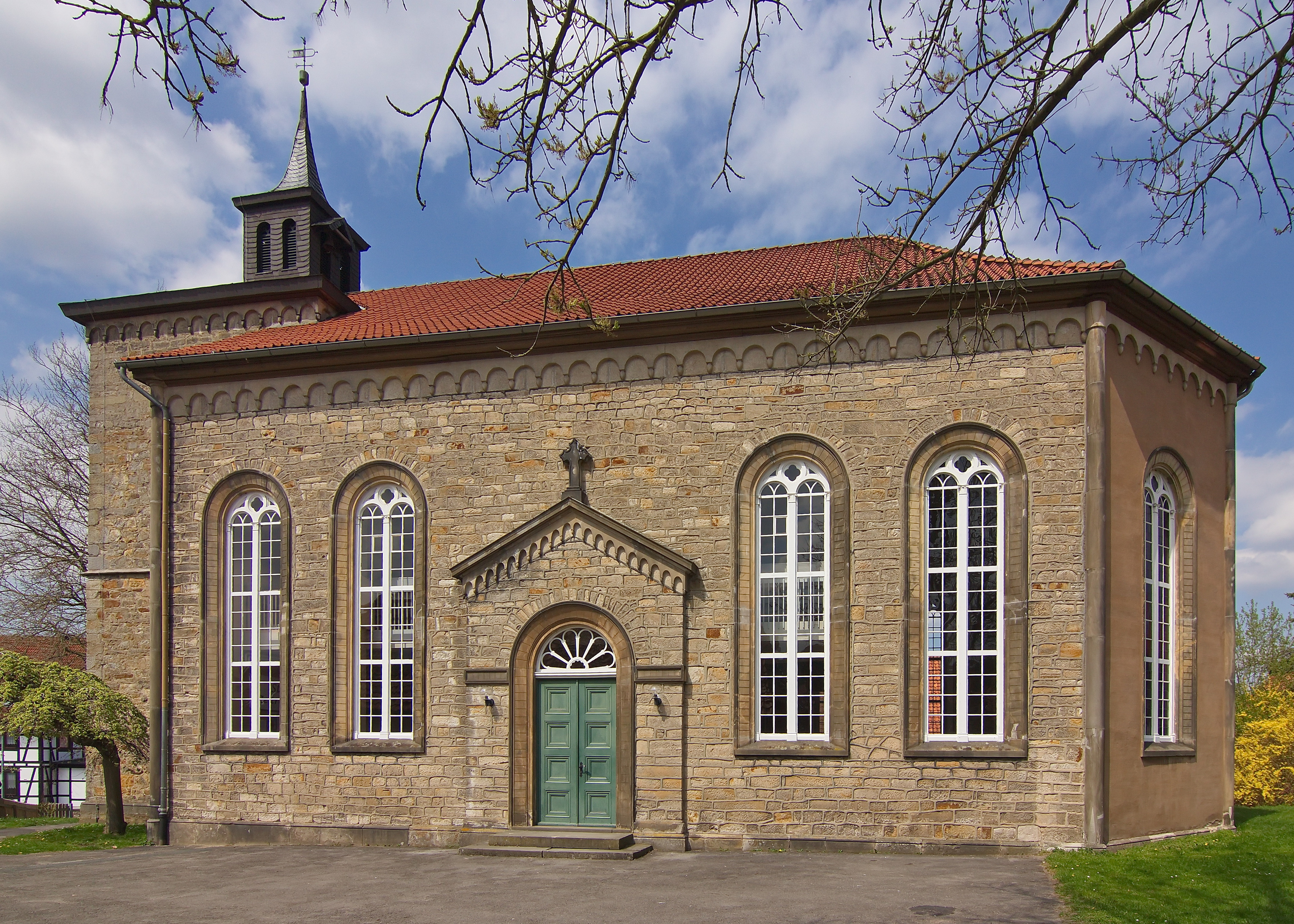
Evangelische Kirche

In der evangelisch-lutherischen Kirche St. Vincenz steht die älteste nahezu unverändert erhaltene Orgel des Elzer Orgelbauers Philipp Furtwängler. Sie wurde 1844 eingeweiht, nicht wesentlich umgebaut und steht seit 1950 unter Denkmalschutz.

### Waldbad
An der Verlängerung der Töpferstraße liegt das Waldbad Altenhagen I.

### Dorf-Kultur-Erbe

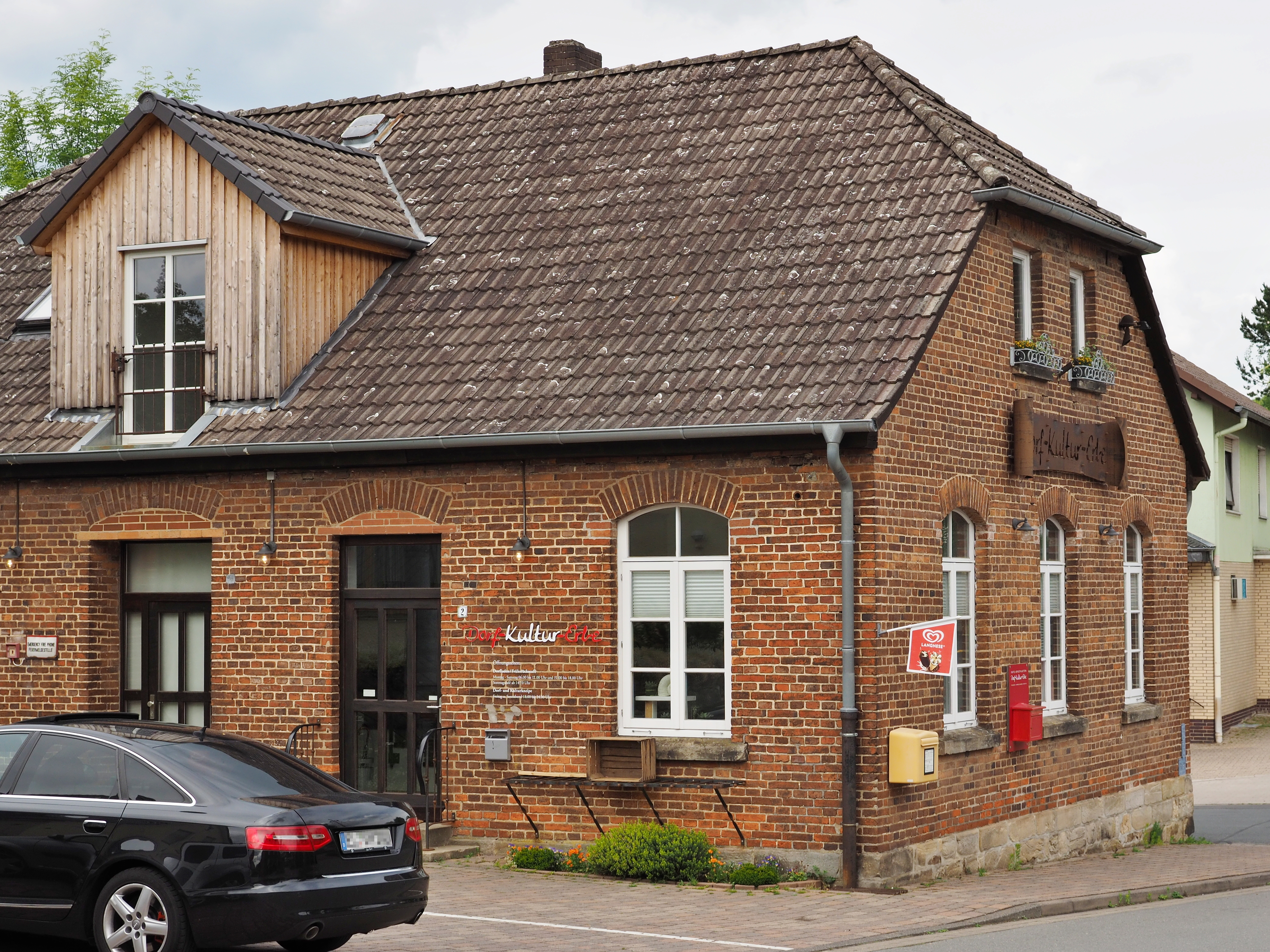
Dorf-Kultur-Erbe

Nach der Schließung des letzten Einzelhandelsgeschäfts im Dorf bildete sich eine Genossenschaft mit dem Ziel, das zentral gelegene, nicht mehr genutzte Postgebäude aufzukaufen und in ehrenamtlicher Arbeit zu einem kulturellen Treffpunkt für das gesamte Dorf umzugestalten. So entstand ab 2013 das Dorf-Kultur-Erbe mit Café, Dorfladen und Kultur-Kneipe. Der Betrieb wurde am 20. September 2014 aufgenommen.

### Umgebung
Altenhagen liegt direkt westlich des Sauparks Springe und bietet zahlreiche Wander- und Radwege.
Südlich des Ortes, auf der westlichen Schulter des Nesselberges, liegen die Überreste der Kukesburg.

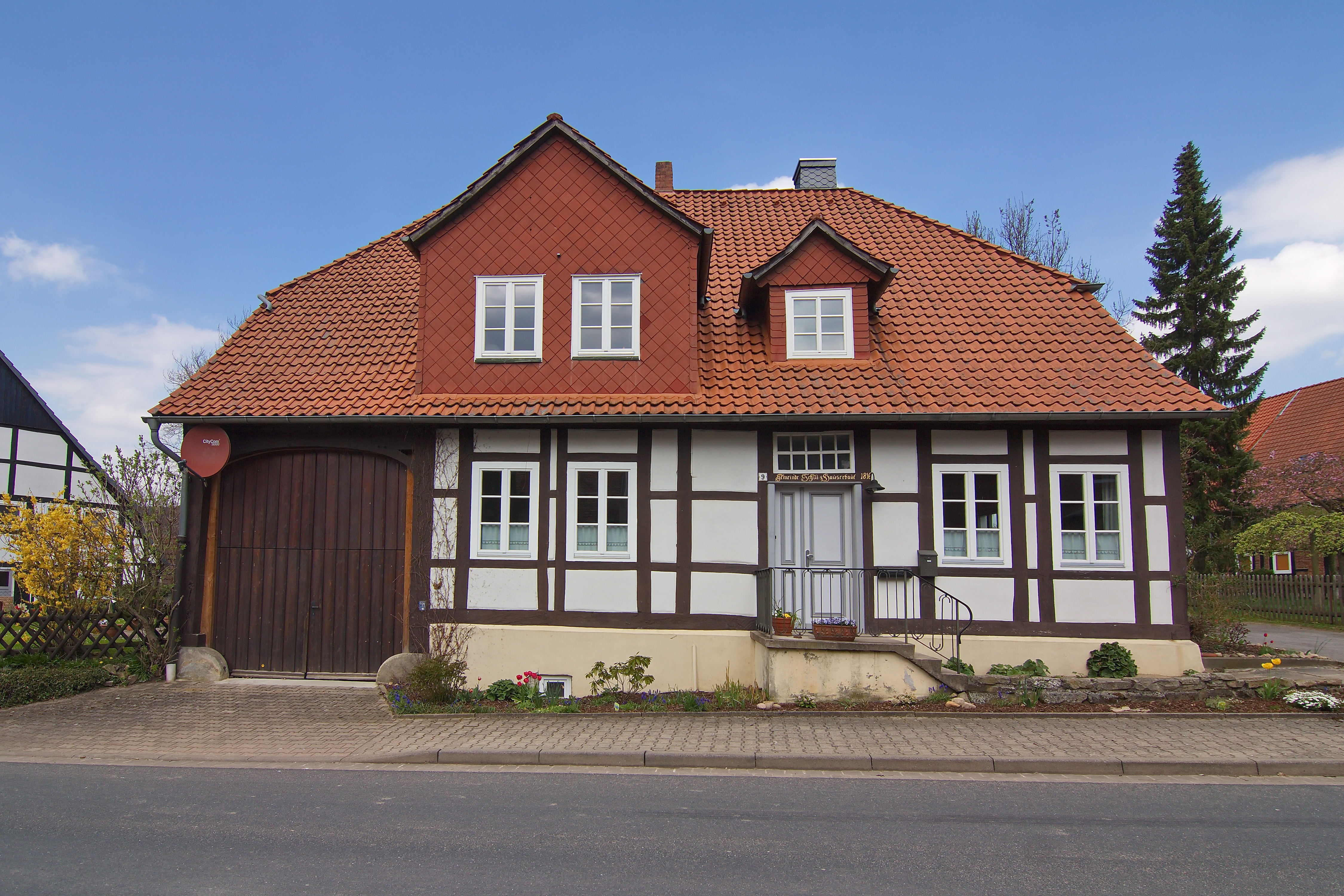
Altes Schulhaus von 1816
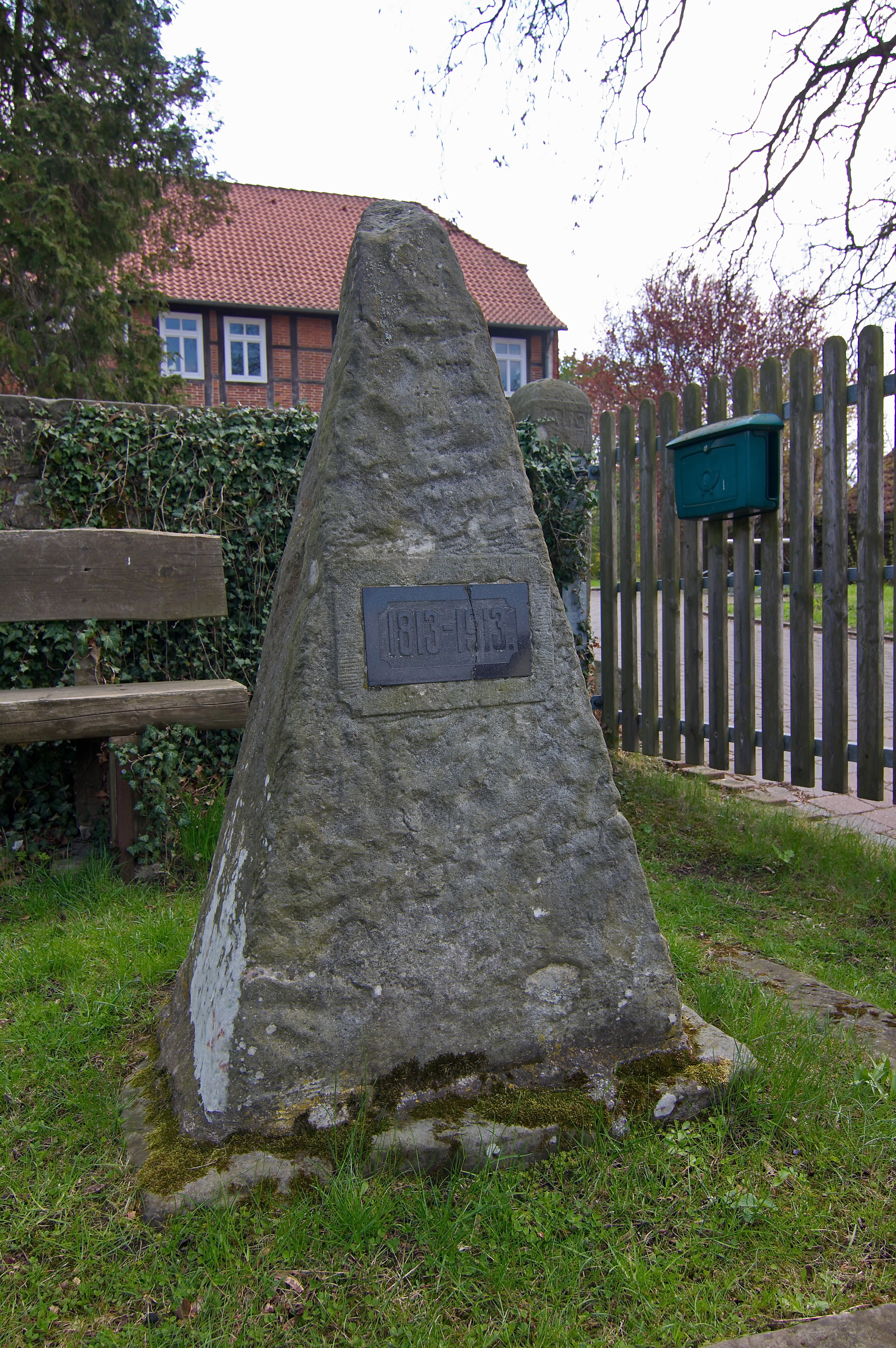
Mahnmal
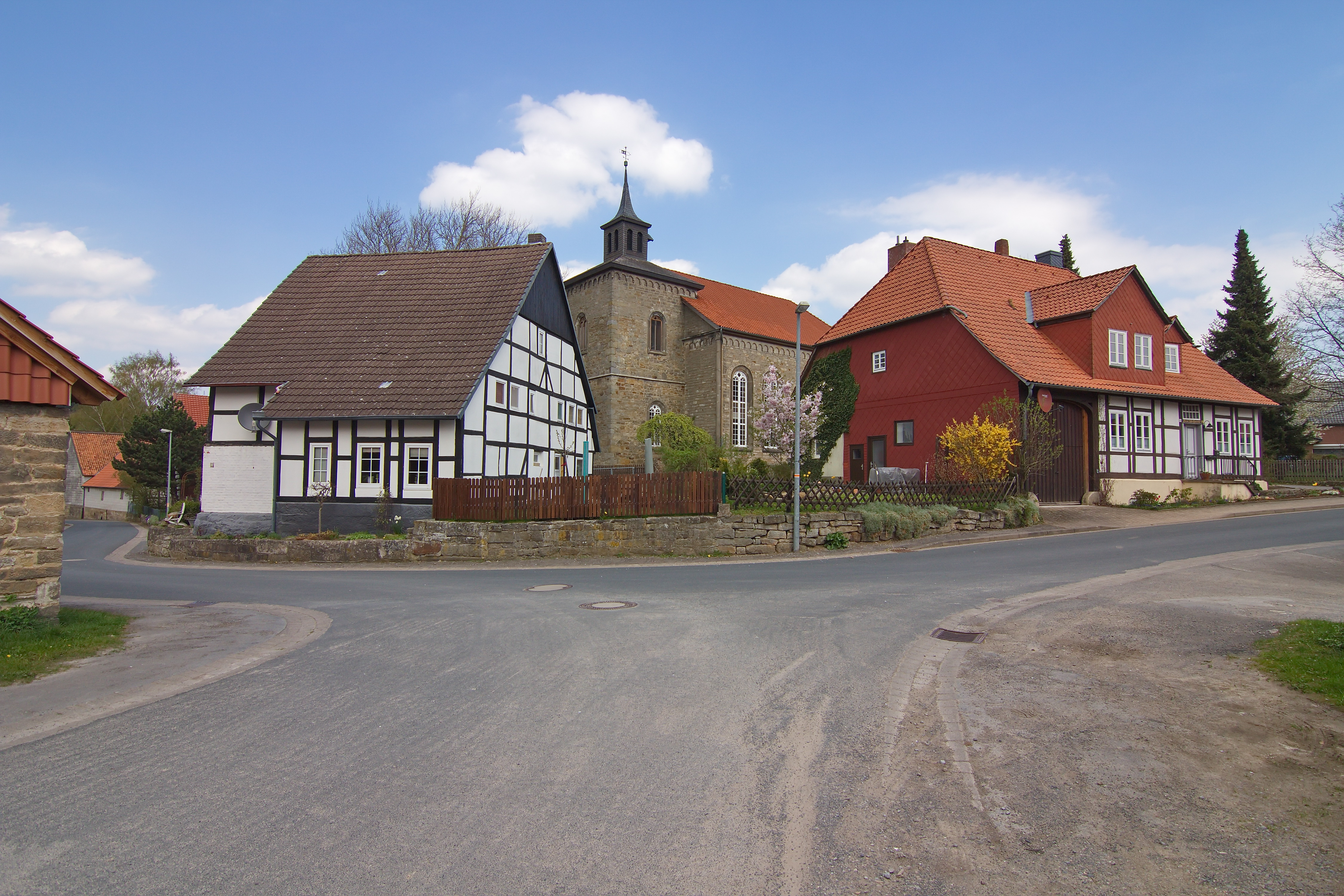
Ortsblick
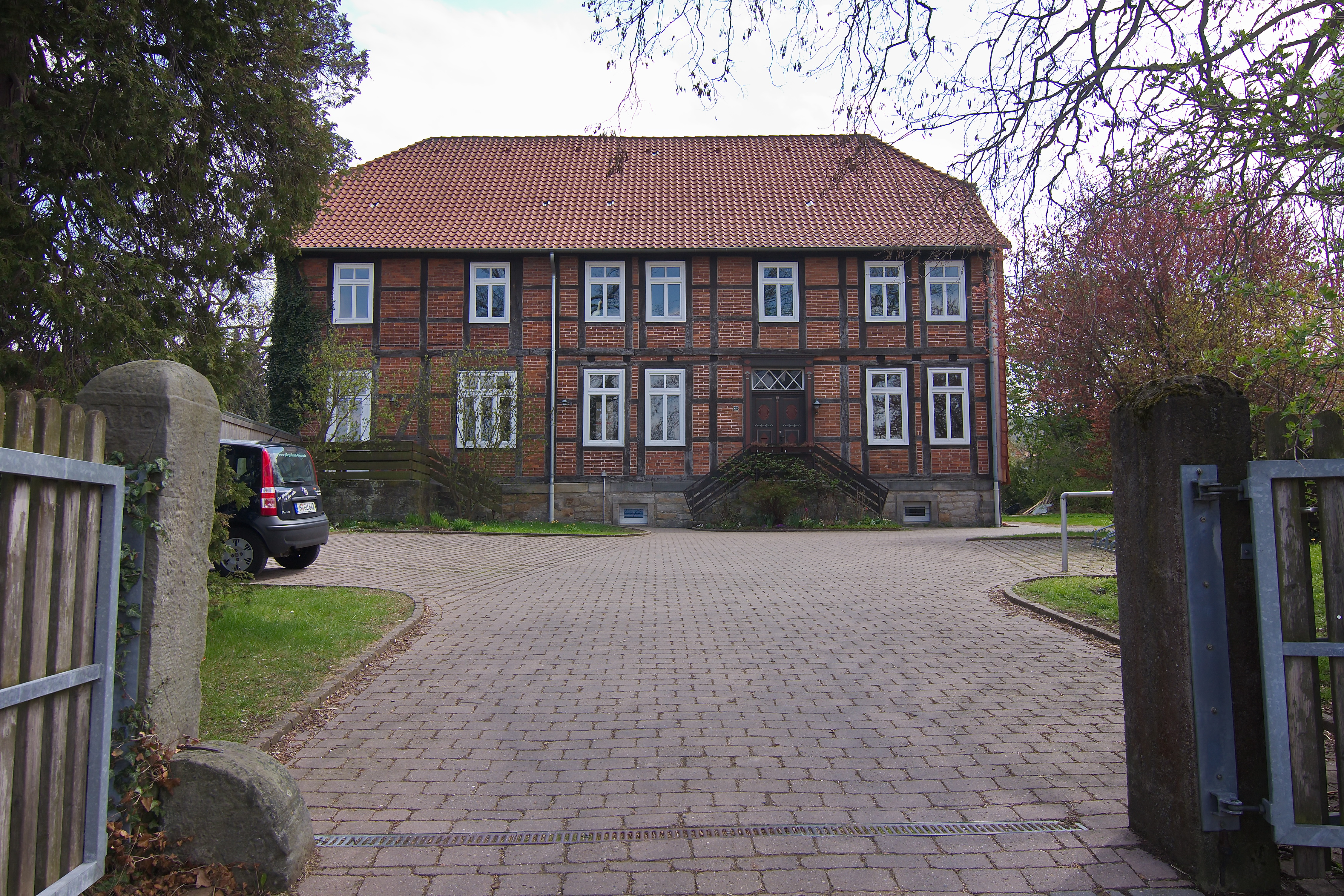
Pastorenhaus

## Wirtschaft und Infrastruktur
Die Bundesstraße 217 führt direkt an Altenhagen I vorbei. Es besteht eine Busanbindung zur 5 km entfernten Kernstadt Springe.
Im Nesselberg oberhalb von Altenhagen I wurde der hochwertige, hellfarbige Nesselbergsandstein gewonnen, der etwa beim Bau des Opernhauses und des Neuen Rathauses in Hannover sowie für das Reichstagsgebäude in Berlin verwendet wurde. Die Steinbrüche, deren größter der Weiße Bruch war, wurden vor Jahrzehnten geschlossen und seitdem renaturiert.